# Czesław Baranowski
Czesław Andrzej Baranowski (ur. 5 marca 1956, zm. 18 sierpnia 2018) – polski aktor teatralny, filmowy i telewizyjny. Absolwent Studia Wokalno-Aktorskiego im. Danuty Baduszkowej przy Teatrze Muzycznym w Gdyni (1983). Związany ze scenami teatrów muzycznych w Gdyni (1980-1984) i Warszawie (Teatr Syrena, 1985, 1986). 
Od 1997 roku wraz z żoną prowadził Fundację wspierającą osoby cierpiące na nowotwory krwi i wymagające przeszczepu szpiku kostnego, był jej prezesem (Fundacja Urszuli Jaworskiej). Od tej pory nie pracował w teatrze, na ekranie pojawiał się sporadycznie.

## Teatr
W teatrze zadebiutował 8 marca 1980 roku.

### Spektakle teatralne (wybór)

#### Teatr Muzyczny, Gdynia
- 1981 - Alicja w krainie czarów jako Ambasador Arogancji (reż. Stefan Wenta)
- 1981 - W zielonej krainie Oz jako Niedźwiedź (reż. Jan Skotnicki)
- 1982 - Opera za trzy grosze jako Kuba (reż. Waldemar Matuszewski)
- 1984 - Drugie Wejście Smoka jako kolega (reż. Jerzy Gruza)

#### Teatr Syrena,Warszawa
- 1985 - Co kto lubi jako Andy (reż. Witold Filler)
- Dwanaście krzeseł
- 1986 - Śmiech na linii jako Drugi (reż. W. Filler)

## Film
Na srebrnym ekranie zadebiutował w roku 1986 w filmie Weryfikacja.

### Filmografia
- 1986 - Weryfikacja (reż. Mirosław Gronowski)
- 1988-1990 - W labiryncie (reż. Paweł Karpiński)
- 1991 - Niech żyje miłość (reż. Ryszard Ber)
- 1997 - 2021 – Klan – 5 ról: kontrahent biznesmena Grzegorza, który kupił od niego wyposażenie studia telewizyjnego (sezon 2008/2009); lekarz na OIOM-ie szpitala gdzie leżał Ryszard Lubicz ranny w akcji uwolnienia Niny Zatorskiej z agencji towarzyskiej przy ulicy Skowrońskiego w Warszawie (sezon 2010/2011); lekarz podstawowej opieki zdrowotnej, który wysnuł podejrzenie, że Zyta Chojnicka jest w ciąży (sezon 2011/2012); lekarz na Oddziale Chorób Wewnętrznych szpitala gdzie po nagłym zasłabnięciu trafiła Krystyna Lubicz (sezon 2013/2014); lekarz na Oddziale Intensywnej Terapii szpitala, do którego po nieudanej próbie samobójczej trafiła Julia Nowik (sezon 2014/2015)
- 2002 - 2010 – Samo życie jako kierownik Urzędu Stanu Cywilnego Warszawa-Tarchomin, który udzielał ślubu Katarzynie Strzeleckiej i Stanisławowi Wrońskiemu, a potem miał udzielać Kindze Młynarczyk i Konstantemu Koziorzowi[4]
- 2004 - 2021 - Pierwsza miłość jako dyrektor instytutu, przełożony Wiktora Nachorskiego
- 2005 - Fala zbrodni jako Celnik Zygmunt Kowalik odc. 35 (reż. Waldemar Krzystek)
- 2008 - 2011 Plebania jako gracz grający w pokera (nie występuje w napisach) odc. 1068[5], parafianin odc. 1679,1693,1694
- 2012 Ojciec Mateusz jako prokurator odc. 98

## Życie osobiste
- Ma żonę Urszulę Jaworską (aktorkę i tancerkę), a z nią córkę Olę[2].

## Informacje dodatkowe
- Ma 181 cm wzrostu.